# Mistrovství světa ve fotbale hráčů do 20 let 1997
Mistrovství světa ve fotbale hráčů do 20 let 1997 bylo 11. ročníkem tohoto turnaje. Vítězem se stala argentinská fotbalová reprezentace do 20 let, která tak obhájila titul z minulého ročníku. Poprvé se závěrečného turnaje zúčastnilo 24 týmů místo dosavadních 16.

## Kvalifikované týmy
| Konfederace                                   | Kvalifikační turnaj                                       | Kvalifikováni                                         |
| --------------------------------------------- | --------------------------------------------------------- | ----------------------------------------------------- |
| AFC (Asie)                                    | Mistrovství Asie ve fotbale hráčů do 19 let 1996          | Čína Japonsko Jižní Korea SAE1                        |
| CAF (Afrika)                                  | Mistrovství Afriky ve fotbale hráčů do 20 let 1997        | Pobřeží slonoviny Ghana Maroko Jihoafrická republika1 |
| CONCACAF (Severní, Střední Amerika a Karibik) | Mistrovství ve fotbale zemí CONCACAF hráčů do 20 let 1997 | Kanada Kostarika Mexiko USA                           |
| CONMEBOL (Jižní Amerika)                      | Mistrovství Jižní Ameriky ve fotbale hráčů do 20 let 1997 | Argentina Brazílie Paraguay Uruguay                   |
| OFC (Oceánie)                                 | Mistrovství Oceánie ve fotbale hráčů do 20 let 1997       | Austrálie                                             |
| UEFA (Evropa)                                 | Mistrovství Evropy ve fotbale hráčů do 19 let 1996        | Belgie1 Anglie Francie Maďarsko Irsko Španělsko       |
| Hostitel                                      | Hostitel                                                  | Malajsie1                                             |

1 Tým, který se účastnil poprvé v historii.

## Základní skupiny
| Vysvětlivky | Vysvětlivky                                                                                    |
| ----------- | ---------------------------------------------------------------------------------------------- |
|             | První dva týmy z každé skupiny a čtyři nejlepší týmy na třetích místech postoupily do play off |

### Skupina A
| Tým      | B | Z | V | R | P | VG | IG | +/- |
| -------- | - | - | - | - | - | -- | -- | --- |
| Uruguay  | 7 | 3 | 2 | 1 | 0 | 6  | 1  | +5  |
| Maroko   | 5 | 3 | 1 | 2 | 0 | 4  | 2  | +2  |
| Belgie   | 4 | 3 | 1 | 1 | 1 | 4  | 4  | 0   |
| Malajsie | 0 | 3 | 0 | 0 | 3 | 2  | 9  | -7  |

| 16. června 1997 21:00 |          |                                       |                                                                                  |
| Malajsie              | 1:3      | Maroko                                | Shah Alam Stadium, Shah Alam diváci: 25 000 rozhodčí: Gilles Veissière (Francie) |
| Safri 10' (vl.)       | (Report) | Sektioui 14' Khamma 33' El Barodi 93' | Shah Alam Stadium, Shah Alam diváci: 25 000 rozhodčí: Gilles Veissière (Francie) |

| 17. června 1997 20:00       |          |        |                                                                                  |
| Uruguay                     | 3:0      | Belgie | Shah Alam Stadium, Shah Alam diváci: 2 000 rozhodčí: Kim Young-Joo (Jižní Korea) |
| Podestá 41' Coelho 56', 79' | (Report) |        | Shah Alam Stadium, Shah Alam diváci: 2 000 rozhodčí: Kim Young-Joo (Jižní Korea) |

| 19. června 1997 17:30       |          |                                                       |                                                                                  |
| Malajsie                    | 1:3      | Uruguay                                               | Shah Alam Stadium, Shah Alam diváci: 10 000 rozhodčí: Gilles Veissière (Francie) |
| Nik Ahmad Fadly Nik Leh 11' | (Report) | Zalayeta 24' Khairun Haled Masrom 39' (vl.) López 77' | Shah Alam Stadium, Shah Alam diváci: 10 000 rozhodčí: Gilles Veissière (Francie) |

| 19. června 1997 20:00 |          |                     |                                                                               |
| Maroko                | 1:1      | Belgie              | Shah Alam Stadium, Shah Alam diváci: 8 000 rozhodčí: Ubaldo Aquino (Paraguay) |
| Termina 79'           | (Report) | Van Handenhoven 60' | Shah Alam Stadium, Shah Alam diváci: 8 000 rozhodčí: Ubaldo Aquino (Paraguay) |

| 22. června 1997 17:30 |          |                                      |                                                                                |
| Malajsie              | 0:3      | Belgie                               | Shah Alam Stadium, Shah Alam diváci: 25 000 rozhodčí: Ubaldo Aquino (Paraguay) |
|                       | (Report) | Van Handenhoven 10', 30' Remacle 83' | Shah Alam Stadium, Shah Alam diváci: 25 000 rozhodčí: Ubaldo Aquino (Paraguay) |

| 22. června 1997 20:00 |          |         |                                                                                   |
| Maroko                | 0:0      | Uruguay | Shah Alam Stadium, Shah Alam diváci: 25 000 rozhodčí: Kim Young-Joo (Jižní Korea) |
|                       | (Report) |         | Shah Alam Stadium, Shah Alam diváci: 25 000 rozhodčí: Kim Young-Joo (Jižní Korea) |

### Skupina B
| Tým                   | B | Z | V | R | P | VG | IG | +/- |
| --------------------- | - | - | - | - | - | -- | -- | --- |
| Brazílie              | 9 | 3 | 3 | 0 | 0 | 15 | 3  | +12 |
| Francie               | 6 | 3 | 2 | 0 | 1 | 8  | 7  | +1  |
| Jihoafrická republika | 1 | 3 | 0 | 1 | 2 | 2  | 6  | -4  |
| Jižní Korea           | 1 | 3 | 0 | 1 | 2 | 5  | 14 | -9  |

| 17. června 1997 16:30 |          |                       |                                                                            |
| Jižní Korea           | 0:0      | Jihoafrická republika | Sarawak Stadium, Kuching diváci: 20 000 rozhodčí: Georg Dardenne (Německo) |
|                       | (Report) |                       | Sarawak Stadium, Kuching diváci: 20 000 rozhodčí: Georg Dardenne (Německo) |

| 17. června 1997 20:45 |          |                                          |                                                                                    |
| Francie               | 0:3      | Brazílie                                 | Sarawak Stadium, Kuching diváci: 40 000 rozhodčí: Nik Ahmad Haji Yaakub (Malajsie) |
|                       | (Report) | Alex 5' Adaílton 61' Silvestre 90' (vl.) | Sarawak Stadium, Kuching diváci: 40 000 rozhodčí: Nik Ahmad Haji Yaakub (Malajsie) |

| 19. června 1997 16:30     |          |                                 |                                                                              |
| Jižní Korea               | 2:4      | Francie                         | Sarawak Stadium, Kuching diváci: 3 246 rozhodčí: Peter Prendergast (Jamajka) |
| Park J.S. 54', 68' (pen.) | (Report) | Henry 1', 10' Trézéguet 2', 52' | Sarawak Stadium, Kuching diváci: 3 246 rozhodčí: Peter Prendergast (Jamajka) |

| 19. června 1997 19:15 |          |                   |                                                                           |
| Jihoafrická republika | 0:2      | Brazílie          | Sarawak Stadium, Kuching diváci: 7 939 rozhodčí: Georg Dardenne (Německo) |
|                       | (Report) | Adaílton 53', 57' | Sarawak Stadium, Kuching diváci: 7 939 rozhodčí: Georg Dardenne (Německo) |

| 22. června 1997 16:30               |          |                                                                                          |                                                                                   |
| Jižní Korea                         | 3:10     | Brazílie                                                                                 | Sarawak Stadium, Kuching diváci: 9 576 rozhodčí: Nik Ahmad Haji Yaakub (Malajsie) |
| Lee K.W. 56' Chung 73' Lee J.M. 89' | (Report) | Fernandão 19', 42' Adaílton 30', 32' (pen.), 35' (pen.), 39', 63', 69' Zé Elias 68', 82' | Sarawak Stadium, Kuching diváci: 9 576 rozhodčí: Nik Ahmad Haji Yaakub (Malajsie) |

| 22. června 1997 19:15 |          |                                         |                                                                              |
| Jihoafrická republika | 2:4      | Francie                                 | Sarawak Stadium, Kuching diváci: 9 757 rozhodčí: Peter Prendergast (Jamajka) |
| Hartley 42', 90'      | (Report) | Trézéguet 22', 61' Henry 83' Luccin 89' | Sarawak Stadium, Kuching diváci: 9 757 rozhodčí: Peter Prendergast (Jamajka) |

### Skupina C
| Tým   | B | Z | V | R | P | VG | IG | +/- |
| ----- | - | - | - | - | - | -- | -- | --- |
| Ghana | 7 | 3 | 2 | 1 | 0 | 4  | 2  | +2  |
| Irsko | 4 | 3 | 1 | 1 | 1 | 4  | 4  | 0   |
| USA   | 3 | 3 | 1 | 0 | 2 | 2  | 3  | -1  |
| Čína  | 2 | 3 | 0 | 2 | 1 | 2  | 3  | -1  |

| 17. června 1997 17:30 |          |            |                                                                              |
| Ghana                 | 2:1      | Irsko      | Darul Aman Stadium, Alor Setar diváci: 5 100 rozhodčí: Oscar Ruiz (Kolumbie) |
| Gambo 27' Mouktar 66' | (Report) | Molloy 51' | Darul Aman Stadium, Alor Setar diváci: 5 100 rozhodčí: Oscar Ruiz (Kolumbie) |

| 17. června 1997 20:00 |          |          |                                                                              |
| Čína                  | 0:1      | USA      | Darul Aman Stadium, Alor Setar diváci: 9 769 rozhodčí: Amand Ancion (Belgie) |
|                       | (Report) | West 90' | Darul Aman Stadium, Alor Setar diváci: 9 769 rozhodčí: Amand Ancion (Belgie) |

| 19. června 1997 17:30 |          |              |                                                                                  |
| Ghana                 | 1:1      | Čína         | Darul Aman Stadium, Alor Setar diváci: 5 000 rozhodčí: León Padro Borja (Mexiko) |
| Appiah 74'            | (Report) | Li Jinyu 43' | Darul Aman Stadium, Alor Setar diváci: 5 000 rozhodčí: León Padro Borja (Mexiko) |

| 19. června 1997 20:00         |          |                   |                                                                              |
| Irsko                         | 2:1      | USA               | Darul Aman Stadium, Alor Setar diváci: 5 000 rozhodčí: Oscar Ruiz (Kolumbie) |
| Cummins 6' Corrales 25' (vl.) | (Report) | Flores 39' (pen.) | Darul Aman Stadium, Alor Setar diváci: 5 000 rozhodčí: Oscar Ruiz (Kolumbie) |

| 22. června 1997 17:30 |          |     |                                                                           |
| Ghana                 | 1:0      | USA | Darul Aman Stadium, Alor Setar diváci: 8 000 rozhodčí: Saad Mane (Kuvajt) |
| Ofori-Quaye 32'       | (Report) |     | Darul Aman Stadium, Alor Setar diváci: 8 000 rozhodčí: Saad Mane (Kuvajt) |

| 22. června 1997 20:00 |          |               |                                                                                           |
| Irsko                 | 1:1      | Čína          | Darul Aman Stadium, Alor Setar diváci: 9 000 rozhodčí: José Luis da Rosa Varela (Uruguay) |
| Cummins 21'           | (Report) | Wang Peng 11' | Darul Aman Stadium, Alor Setar diváci: 9 000 rozhodčí: José Luis da Rosa Varela (Uruguay) |

### Skupina D
| Tým       | B | Z | V | R | P | VG | IG | +/- |
| --------- | - | - | - | - | - | -- | -- | --- |
| Španělsko | 9 | 3 | 3 | 0 | 0 | 8  | 2  | +6  |
| Japonsko  | 4 | 3 | 1 | 1 | 1 | 10 | 7  | +3  |
| Paraguay  | 2 | 3 | 0 | 2 | 1 | 5  | 6  | -1  |
| Kostarika | 1 | 3 | 0 | 1 | 2 | 3  | 11 | -8  |

| 18. června 1997 17:30 |          |                        |                                                                                         |
| Japonsko              | 1:2      | Španělsko              | Darulmakmur Stadium, Kuantan diváci: 5 000 rozhodčí: José Luis da Rosa Varela (Uruguay) |
| Yanagisawa 65' (pen.) | (Report) | Farinós 23' Angulo 56' | Darulmakmur Stadium, Kuantan diváci: 5 000 rozhodčí: José Luis da Rosa Varela (Uruguay) |

| 18. června 1997 20:00 |          |           |                                                                         |
| Kostarika             | 1:1      | Paraguay  | Darulmakmur Stadium, Kuantan diváci: 5 000 rozhodčí: Saad Mane (Kuvajt) |
| Bryce 45'             | (Report) | Román 59' | Darulmakmur Stadium, Kuantan diváci: 5 000 rozhodčí: Saad Mane (Kuvajt) |

| 20. června 1997 17:30                                 |          |                       |                                                                                         |
| Japonsko                                              | 6:2      | Kostarika             | Darulmakmur Stadium, Kuantan diváci: 9 000 rozhodčí: José Luis da Rosa Varela (Uruguay) |
| Ono 3', 22' Nakamura 7' Jojo 78' Fukuda 93' Nagai 95' | (Report) | Ledezma 28' Solís 59' | Darulmakmur Stadium, Kuantan diváci: 9 000 rozhodčí: José Luis da Rosa Varela (Uruguay) |

| 20. června 1997 20:00 |          |              |                                                                         |
| Španělsko             | 2:1      | Paraguay     | Darulmakmur Stadium, Kuantan diváci: 9 000 rozhodčí: Saad Mane (Kuvajt) |
| Deus 30', 78'         | (Report) | Morinigo 65' | Darulmakmur Stadium, Kuantan diváci: 9 000 rozhodčí: Saad Mane (Kuvajt) |

| 23. června 1997 17:30                |          |                                      |                                                                                    |
| Japonsko                             | 3:3      | Paraguay                             | Darulmakmur Stadium, Kuantan diváci: 5 000 rozhodčí: Abderrahim El Arjoun (Maroko) |
| Jojo 31' Hiroyama 45' Yanagisawa 62' | (Report) | Cáceres 17' Da Silva 38' Samudio 67' | Darulmakmur Stadium, Kuantan diváci: 5 000 rozhodčí: Abderrahim El Arjoun (Maroko) |

| 23. června 1997 20:00                               |          |           |                                                                                  |
| Španělsko                                           | 4:0      | Kostarika | Darulmakmur Stadium, Kuantan diváci: 5 000 rozhodčí: Karl-Erik Nilsson (Švédsko) |
| Rivera 3' Albelda 23' Farinós 24' (pen.) Ribera 78' | (Report) |           | Darulmakmur Stadium, Kuantan diváci: 5 000 rozhodčí: Karl-Erik Nilsson (Švédsko) |

### Skupina E
| Tým       | B | Z | V | R | P | VG | IG | +/- |
| --------- | - | - | - | - | - | -- | -- | --- |
| Austrálie | 7 | 3 | 2 | 1 | 0 | 5  | 3  | +2  |
| Argentina | 6 | 3 | 2 | 0 | 1 | 8  | 5  | +3  |
| Kanada    | 4 | 3 | 1 | 1 | 1 | 3  | 3  | 0   |
| Maďarsko  | 0 | 3 | 0 | 0 | 3 | 1  | 6  | -5  |

| 18. června 1997 17:30 |          |                                   |                                                                              |
| Maďarsko              | 0:3      | Argentina                         | Utama Stadium, Kangar diváci: 13 000 rozhodčí: Abderrahim El Arjoun (Maroko) |
|                       | (Report) | Romeo 9' Scaloni 42' Riquelme 50' | Utama Stadium, Kangar diváci: 13 000 rozhodčí: Abderrahim El Arjoun (Maroko) |

| 18. června 1997 20:00 |          |        |                                                                            |
| Austrálie             | 0:0      | Kanada | Utama Stadium, Kangar diváci: 13 000 rozhodčí: Karl-Erik Nilsson (Švédsko) |
|                       | (Report) |        | Utama Stadium, Kangar diváci: 13 000 rozhodčí: Karl-Erik Nilsson (Švédsko) |

| 20. června 1997 17:30 |          |             |                                                                             |
| Maďarsko              | 0:1      | Austrálie   | Utama Stadium, Kangar diváci: 6 000 rozhodčí: Abderrahim El Arjoun (Maroko) |
|                       | (Report) | Allsopp 90' | Utama Stadium, Kangar diváci: 6 000 rozhodčí: Abderrahim El Arjoun (Maroko) |

| 20. června 1997 20:00  |          |                 |                                                                            |
| Argentina              | 2:1      | Kanada          | Utama Stadium, Kangar diváci: 12 000 rozhodčí: Karl-Erik Nilsson (Švédsko) |
| Romeo 32' Riquelme 65' | (Report) | Bent 43' (pen.) | Utama Stadium, Kangar diváci: 12 000 rozhodčí: Karl-Erik Nilsson (Švédsko) |

| 23. června 1997 17:30 |          |                          |                                                                         |
| Maďarsko              | 1:2      | Kanada                   | Utama Stadium, Kangar diváci: 4 000 rozhodčí: León Padro Borja (Mexiko) |
| Szili 3' (pen.)       | (Report) | De Rosario 6' Kindel 64' | Utama Stadium, Kangar diváci: 4 000 rozhodčí: León Padro Borja (Mexiko) |

| 23. června 1997 20:00                     |          |                                       |                                                                     |
| Argentina                                 | 3:4      | Austrálie                             | Utama Stadium, Kangar diváci: 8 000 rozhodčí: Amand Ancion (Belgie) |
| Romeo 9' Placente 70' Riquelme 88' (pen.) | (Report) | Salapasidis 39', 40', 55', 90' (pen.) | Utama Stadium, Kangar diváci: 8 000 rozhodčí: Amand Ancion (Belgie) |

### Skupina F
| Tým               | B | Z | V | R | P | VG | IG | +/- |
| ----------------- | - | - | - | - | - | -- | -- | --- |
| Anglie            | 9 | 3 | 3 | 0 | 0 | 8  | 1  | +7  |
| Mexiko            | 4 | 3 | 1 | 1 | 1 | 6  | 2  | +4  |
| SAE               | 3 | 3 | 1 | 0 | 2 | 2  | 10 | -8  |
| Pobřeží slonoviny | 1 | 3 | 0 | 1 | 2 | 2  | 5  | -3  |

| 18. června 1997 17:30                                           |          |     |                                                                               |
| Mexiko                                                          | 5:0      | SAE | Larkin Stadium, Johor Bahru diváci: 14 000 rozhodčí: Sándor Piller (Maďarsko) |
| Lillingston 26', 56' (pen.) Cariño 40' Torres 60' Santacruz 70' | (Report) |     | Larkin Stadium, Johor Bahru diváci: 14 000 rozhodčí: Sándor Piller (Maďarsko) |

| 18. června 1997 20:00 |          |                             |                                                                         |
| Pobřeží slonoviny     | 1:2      | Anglie                      | Larkin Stadium, Johor Bahru diváci: 14 000 rozhodčí: Intaz Shah (Fidži) |
| Cisse 22'             | (Report) | Owen 6' (pen.) Shepherd 69' | Larkin Stadium, Johor Bahru diváci: 14 000 rozhodčí: Intaz Shah (Fidži) |

| 20. června 1997 17:30 |          |                   |                                                                        |
| Mexiko                | 1:1      | Pobřeží slonoviny | Larkin Stadium, Johor Bahru diváci: 9 000 rozhodčí: Intaz Shah (Fidži) |
| Lillingston 44'       | (Report) | Dié 33'           | Larkin Stadium, Johor Bahru diváci: 9 000 rozhodčí: Intaz Shah (Fidži) |

| 20. června 1997 20:00 |          |                                                       |                                                                             |
| SAE                   | 0:5      | Anglie                                                | Larkin Stadium, Johor Bahru diváci: 12 000 rozhodčí: Falla N'Doye (Senegal) |
|                       | (Report) | Murphy 7', 35', 50' (pen.) Owen 52' Abdulla 60' (vl.) | Larkin Stadium, Johor Bahru diváci: 12 000 rozhodčí: Falla N'Doye (Senegal) |

| 23. června 1997 17:30 |          |          |                                                                            |
| Mexiko                | 0:1      | Anglie   | Larkin Stadium, Johor Bahru diváci: 9 000 rozhodčí: Falla N'Doye (Senegal) |
|                       | (Report) | Owen 65' | Larkin Stadium, Johor Bahru diváci: 9 000 rozhodčí: Falla N'Doye (Senegal) |

| 23. června 1997 20:00 |          |                   |                                                                              |
| SAE                   | 2:0      | Pobřeží slonoviny | Larkin Stadium, Johor Bahru diváci: 9 000 rozhodčí: Sándor Piller (Maďarsko) |
| Ali 52' Kazim 85'     | (Report) |                   | Larkin Stadium, Johor Bahru diváci: 9 000 rozhodčí: Sándor Piller (Maďarsko) |

### Žebříček týmů na třetích místech
| Tým                   | B | Z | V | R | P | VG | IG | +/- |
| --------------------- | - | - | - | - | - | -- | -- | --- |
| Belgie                | 4 | 3 | 1 | 1 | 1 | 4  | 4  | 0   |
| Kanada                | 4 | 3 | 1 | 1 | 1 | 3  | 3  | 0   |
| USA                   | 3 | 3 | 1 | 0 | 2 | 2  | 3  | -1  |
| SAE                   | 3 | 3 | 1 | 0 | 2 | 2  | 10 | -8  |
| Paraguay              | 2 | 3 | 0 | 2 | 1 | 5  | 6  | -1  |
| Jihoafrická republika | 1 | 3 | 0 | 1 | 2 | 2  | 6  | -4  |

## Play off

### Osmifinále
| 25. června 1997 16:15                                                              |          |        |                                                                     |
| Brazílie                                                                           | 10:0     | Belgie | Sarawak Stadium, Kuching diváci: 8 267 rozhodčí: Saad Mane (Kuvajt) |
| Álvaro 3', 13' Éder 32' Alex 41', 48', 85' Roni 67', 78' Adaílton 82' Zé Elias 87' | (Report) |        | Sarawak Stadium, Kuching diváci: 8 267 rozhodčí: Saad Mane (Kuvajt) |

| 25. června 1997 17:30         |          |     |                                                                               |
| Uruguay                       | 3:0      | USA | Shah Alam Stadium, Shah Alam diváci: 2 500 rozhodčí: Georg Dardenne (Německo) |
| Zalayeta 24', 34' Olivera 41' | (Report) |     | Shah Alam Stadium, Shah Alam diváci: 2 500 rozhodčí: Georg Dardenne (Německo) |

| 25. června 1997 19:15 |          |            |                                                                            |
| Mexiko                | 0:1      | Francie    | Sarawak Stadium, Kuching diváci: 10 101 rozhodčí: Ubaldo Aquino (Paraguay) |
|                       | (Report) | Luccin 90' | Sarawak Stadium, Kuching diváci: 10 101 rozhodčí: Ubaldo Aquino (Paraguay) |

| 25. června 1997 20:30 |              |                 |                                                                                  |
| Irsko                 | 2:1 (prodl.) | Maroko          | Shah Alam Stadium, Shah Alam diváci: 3 000 rozhodčí: Peter Prendergast (Jamajka) |
| Fenn 35' Duff 97'     | (Report)     | Inman 43' (vl.) | Shah Alam Stadium, Shah Alam diváci: 3 000 rozhodčí: Peter Prendergast (Jamajka) |

| 26. června 1997 16:30 |          |                |                                                                         |
| Austrálie             | 0:1      | Japonsko       | Utama Stadium, Kangar diváci: 8 000 rozhodčí: León Padro Borja (Mexiko) |
|                       | (Report) | Yanagisawa 44' | Utama Stadium, Kangar diváci: 8 000 rozhodčí: León Padro Borja (Mexiko) |

| 26. června 1997 17:15 |          |                               |                                                                               |
| Anglie                | 1:2      | Argentina                     | Larkin Stadium, Johor Bahru diváci: 17 000 rozhodčí: Sándor Piller (Maďarsko) |
| Carragher 49'         | (Report) | Riquelme 10' (pen.) Aimar 26' | Larkin Stadium, Johor Bahru diváci: 17 000 rozhodčí: Sándor Piller (Maďarsko) |

| 26. června 1997 19:40         |          |     |                                                                               |
| Ghana                         | 3:0      | SAE | Darul Aman Stadium, Alor Setar diváci: 17 000 rozhodčí: Amand Ancion (Belgie) |
| Ackon 32' Sule 79' Issaka 88' | (Report) |     | Darul Aman Stadium, Alor Setar diváci: 17 000 rozhodčí: Amand Ancion (Belgie) |

| 26. června 1997 19:40 |          |        |                                                                                     |
| Španělsko             | 2:0      | Kanada | Darulmakmur Stadium, Kuantan diváci: 10 000 rozhodčí: Abderrahim El Arjoun (Maroko) |
| Deus 77' Rivera 90'   | (Report) |        | Darulmakmur Stadium, Kuantan diváci: 10 000 rozhodčí: Abderrahim El Arjoun (Maroko) |

### Čtvrtfinále
| 29. června 1997 17:00 |                         |               |                                                                             |
| Uruguay               | 1:1 (prodl.) (7:6 pen.) | Francie       | Shah Alam Stadium, Shah Alam diváci: 9 000 rozhodčí: Falla N'Doye (Senegal) |
| Olivera 68'           | (Report)                | Trézéguet 27' | Shah Alam Stadium, Shah Alam diváci: 9 000 rozhodčí: Falla N'Doye (Senegal) |

| 29. června 1997 17:00      |          |          |                                                                              |
| Argentina                  | 2:0      | Brazílie | Sarawak Stadium, Kuching diváci: 34 896 rozhodčí: Gilles Veissière (Francie) |
| Scaloni 79' Perezlindo 90' | (Report) |          | Sarawak Stadium, Kuching diváci: 34 896 rozhodčí: Gilles Veissière (Francie) |

| 29. června 1997 20:00 |          |                   |                                                                                |
| Španělsko             | 0:1      | Irsko             | Shah Alam Stadium, Shah Alam diváci: 9 000 rozhodčí: León Padro Borja (Mexiko) |
|                       | (Report) | Molloy 52' (pen.) | Shah Alam Stadium, Shah Alam diváci: 9 000 rozhodčí: León Padro Borja (Mexiko) |

| 29. června 1997 20:00 |              |                          |                                                                               |
| Japonsko              | 1:2 (prodl.) | Ghana                    | Larkin Stadium, Johor Bahru diváci: 18 700 rozhodčí: Ubaldo Aquino (Paraguay) |
| Yanagisawa 80'        | (Report)     | Ansah 9' Ofori-Quaye 97' | Larkin Stadium, Johor Bahru diváci: 18 700 rozhodčí: Ubaldo Aquino (Paraguay) |

### Semifinále
| 2. července 1997 16:30 |          |           |                                                                               |
| Irsko                  | 0:1      | Argentina | Sarawak Stadium, Kuching diváci: 14 976 rozhodčí: Kim Young-Joo (Jižní Korea) |
|                        | (Report) | Romeo 55' | Sarawak Stadium, Kuching diváci: 14 976 rozhodčí: Kim Young-Joo (Jižní Korea) |

| 2. července 1997 20:30             |              |                             |                                                                                   |
| Uruguay                            | 3:2 (prodl.) | Ghana                       | Shah Alam Stadium, Shah Alam diváci: 15 000 rozhodčí: Karl-Erik Nilsson (Švédsko) |
| Zalayeta 13' Coelho 45' Perea 105' | (Report)     | Lawson 45' Melono 78' (vl.) | Shah Alam Stadium, Shah Alam diváci: 15 000 rozhodčí: Karl-Erik Nilsson (Švédsko) |

### O 3. místo
| 5. července 1997 17:30 |          |                   |                                                                                   |
| Ghana                  | 1:2      | Irsko             | Shah Alam Stadium, Shah Alam diváci: 28 000 rozhodčí: Peter Prendergast (Jamajka) |
| Sule 5'                | (Report) | Baker 2' Duff 33' | Shah Alam Stadium, Shah Alam diváci: 28 000 rozhodčí: Peter Prendergast (Jamajka) |

### Finále
| 5. července 1997 20:30 |          |                            |                                                                          |
| Uruguay                | 1:2      | Argentina                  | Shah Alam Stadium, Shah Alam diváci: 62 000 rozhodčí: Saad Mane (Kuvajt) |
| García 15'             | (Report) | Cambiasso 26' Quintana 43' | Shah Alam Stadium, Shah Alam diváci: 62 000 rozhodčí: Saad Mane (Kuvajt) |

## Vítěz
| Mistrovství světa ve fotbale hráčů do 20 let 1997 Argentina (3. titul) Leo Franco • Leandro Damián Cufré • Walter Samuel • Juan Serrizuela • Esteban Cambiasso • Diego Markić • Diego Quintana • Juan Román Riquelme • Bernardo Romeo • Pablo Aimar • Pablo Rodríguez • Cristián Muñoz • Fabián Cubero • Diego Placente • Martín Perezlindo • Nicolás Diez • Sebastián Ariel Romero • Lionel Scaloni |